# Wojnówko (powiat poznański)
Wojnówko – wieś w Polsce położona w województwie wielkopolskim, w powiecie poznańskim, w gminie Murowana Goślina leżąca nad jeziorem Łomno. Stanowi samodzielne sołectwo. Wieś otaczają lasy, będące otuliną Puszczy Zielonki.
W latach 1975–1998 miejscowość administracyjnie należała do województwa poznańskiego.
Wojnówko posiada 68 stałych mieszkańców. We wsi znajdują się: kąpielisko, plac zabaw, siłownia zewnętrzna, boisko do siatkówki, osiedle prywatnych domków letniskowych i całorocznych (ok. 400).  
We wsi istnieje pomnik przyrody, którym jest głaz narzutowy. Działa Stowarzyszenie Ostoja Wojnówko oraz Spółka Wodno-Ściekowa. Funkcjonuje również koło Polskiego Związku Wędkarskiego. Wojnówko posiada internetową stronę informacyjną miejscowości, która funkcjonuje od 2010 roku na zasadzie non-profit. 
Polodowcowe, rynnowo-wytopiskowe jezioro Łomno ma powierzchnię ok. 19–20 ha, a w najgłębszym miejscu jego głębokość wynosi ok. 6–7 m.
Wieś ma własne ujęcie wody. W latach 2011–2013 planowana jest modernizacja miejscowości, w ramach której doprowadzone zostanie stałe łącze internetowe oraz kanalizacja.
Wieś należy do parafii św. Marii Magdaleny w Długiej Goślinie.

## Historia
Osada powstała w XIX wieku pod nazwą Wojnowskie Olędry, obecną nazwę nadano w latach dwudziestych XX wieku. Około 1970 obejmowała 6 gospodarstw rolnych, w tym 3 na wschodnim brzegu Jez. Łomno. Od 1971 zaczęły powstawać działki rekreacyjne, początkowo w obecnej północno-wschodniej części osady (ulice Jaśminowa, Kalinowa), potem na pozostałej części. Obecną wielkość Wojnówko osiągnęło około 1980.

Dnia 13 marca 2012 roku, decyzją radnych Miasta i Gminy Murowana Goślina, Wojnówko zostało sołectwem, które wydzielone zostało z dotychczasowego sołectwa Wojnowo.